# 萨拉尔 (塔拉戈纳省)
萨拉尔，是西班牙加泰罗尼亚塔拉戈纳省的一个市镇。总面积52平方公里，总人口1415人（2001年），人口密度27人/平方公里。